# ويليم دي غراف
ويليم دي غراف (بالإنجليزية: Willem de Graaf)‏ هو لاعب كرة قدم نيوزيلندي، ولد في 16 فبراير 1970 في هولندا في مملكة هولندا. شارك مع منتخب نيوزيلندا لكرة القدم. أما مع النوادي، فقد لعب مع وولونغونغ وولفز.

## وصلات خارجية
- ويليم دي غراف على موقع الاتحاد الدولي (مؤرشف)  (الإنجليزية)